# Алтухово (Брянская область)
Алтухо́во — рабочий посёлок в Навлинском районе Брянской области России.

## География
Расположен на реке Крапивна (бассейн Десны). Железнодорожная станция на линии Брянск — Конотоп в 64 км к югу от Брянска.

## История
Алтухово как хутор известно с начала XVIII века, однако активное его развитие началось в первой половине XIX века, когда графом Апраксиным здесь была построена суконно-канатная фабрика.
В годы немецкой оккупации, с октября 1941 по сентябрь 1943 года, Алтухово вместе с Навлинским районом формально находилось в составе Локотского округа (Локотское самоуправление). Однако расположение в глубине лесного массива сделало посёлок Алтухово оплотом партизанских отрядов, из-за чего летом 1942 года слобода Алтухово была сожжена немецко-фашистскими оккупантами.
12 марта 1947 года Указом Президиума Верховного Совета РСФСР Алтухово отнесено к категории рабочих посёлков.
В 1966 году присоединено соседнее село Крапивна (юго-восточная часть нынешнего посёлка).

## Население
| 1959  | 1970  | 1979  | 1989  | 2002  | 2009  | 2010  |
| ----- | ----- | ----- | ----- | ----- | ----- | ----- |
| 2399  | ↗2860 | ↘2496 | ↘2222 | ↘1947 | ↘1863 | ↘1784 |
| 2012  | 2013  | 2014  | 2015  | 2016  | 2017  | 2018  |
| ↘1747 | ↘1732 | ↘1702 | ↘1660 | ↘1610 | ↘1587 | ↗1602 |
| 2019  | 2020  | 2021  |       |       |       |       |
| ↘1599 | ↗1608 | ↗1679 |       |       |       |       |

## Инфраструктура
- Детский сад
- Средняя общеобразовательная школа
- Мебельный комбинат (в настоящее время сгорел и восстановлению уже не подлежит).
- Дом Культуры
- Аптека

## Известные люди
В Алтухово в 1871 году родилась А. Д. Вяльцева — известная русская эстрадная певица, артистка оперетты.

## Достопримечательности
Среди достопримечательностей посёлка — природный парк «Золотой рог», монашеский скит, болото Рыжуха, "Горелый Мост", Алтуховское озеро.